# Virginia Slims Championships (березень) 1986
Virginia Slims Championships 1986 року відбувся двічі через зміну розкладу з березня на листопад.
Це був п'ятнадцятий завершальний турнір сезону, щорічний тенісний турнір серед найкращих гравчинь в одиночному та парному розряді в рамках Туру WTA 1986. Відбувся з 17 до 23 березня 1986 року в Нью-Йорку США.

## Фінальна частина

### Одиночний розряд
- Мартіна Навратілова —  Гана Мандлікова 6–2, 6–0, 3–6, 6–1

### Парний розряд
- Гана Мандлікова /  Венді Тернбулл —  Клаудія Коде-Кільш /  Гелена Сукова 6–4, 6–7(4–7), 6–3